# 丹尼爾·布羅克班克
丹尼爾·布羅克班克（Daniel Brocklebank，1979年12月21日—）是英國的一位演員。他出演過眾多英國電視劇，並且獲得過美國演員工會獎。他是一位已經出櫃的同性戀者。